# Yvonne Curtet
Pour les articles homonymes, voir Curtet.
Yvonne Curtet, née Chabot le 28 mai 1920 à Cannes et morte le 21 février 2025 à Esserts-Blay (Savoie), est une athlète française, spécialiste du saut en longueur. 

## Biographie
Elle se classe huitième du saut en longueur lors des Jeux olympiques de 1948 à Londres, avec la marque de 5,35 m. En qualification, elle établit le premier record olympique féminin avec 5,64 m.  Elle termine quatrième du saut en longueur aux Championnats d'Europe d'athlétisme 1950 à Bruxelles.
Elle remporte trois titres de championne de France du saut en longueur (1945, 1946 et 1949), ainsi que deux titres au pentathlon (1946 et 1949).
Elle améliore à trois reprises le record de France du saut en longueur, le portant à 5,64 m et 5,67 m en 1948, et à 5,71 m en 1949. 
Yvonne est la mère de Jacqueline Curtet qui a gagné 9 titres de championne de France du saut en longueur.

### Palmarès
- Championnats de France d'athlétisme :
  - vainqueur du saut en longueur en 1945, 1946 et 1949
  - vainqueur du pentathlon en 1946 et 1949.

### Records
| Épreuve          | Performance | Lieu | Date |
| ---------------- | ----------- | ---- | ---- |
| Saut en longueur | 5,76 m      |      | 1950 |

## Sources
- Docathlé2003, Fédération française d'athlétisme, 2003, p.395